# Ceylonhoutduif
De ceylonhoutduif (Columba torringtoniae) is een vogel uit de familie van duiven (Columbidae). De wetenschappelijke naam van de soort werd als Palumbus Torringtoni in 1853 gepubliceerd door  Edward Frederick Kelaart (en Edward Blyth) en vernoemd naar mw. Torrington. Het is een door habitatverlies kwetsbaar geworden vogelsoort die alleen voorkomt op Ceylon.

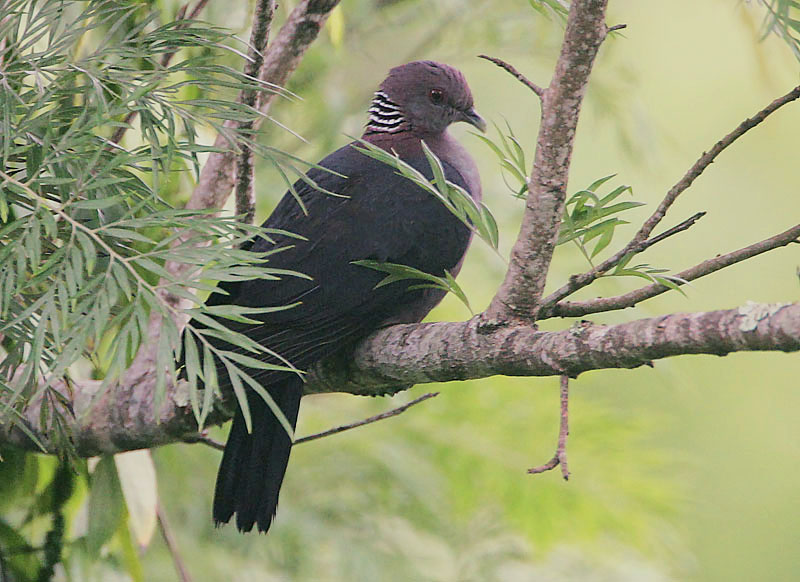
Foto uit Sri Lanka (Hunas Falls, bij Kandy).

## Kenmerken
De vogel is 36 cm lang, het is een middelgrote duif. De volwassen vogel is leikleurig grijs van boven en op de vleugels en staart. De kop is lilakleurig grijs en de borst en buik zijn grijs met paars. Opvallend is de zwarte nekvlek met daarin een patroon van witte streepjes.

## Verspreiding en leefgebied
Deze soort is endemisch op het eiland Sri Lanka. De leefgebieden van deze vogel liggen in natuurlijk bos op hellingen in heuvelland boven de 900 meter boven zeeniveau. Het zijn vruchteneters die buiten de broedtijd ook lager gelegen bossen en agrarisch gebied opzoeken om te foerageren.

## Status
De ceylonhoutduif heeft een beperkt verspreidingsgebied en daardoor is de kans op uitsterven aanwezig. De grootte van de populatie werd in 2016 door BirdLife International geschat op 2,5 tot tienduizend volwassen individuen. De populatie-aantallen nemen af door habitatverlies. Het leefgebied wordt aangetast door ontbossing, mijnbouwactiviteiten waarbij natuurlijk bos plaats maakt voor intensief agrarisch gebruikt land. Om deze redenen staat deze soort als kwetsbaar op de Rode Lijst van de IUCN.